# Florent Amodio
Pour les articles homonymes, voir Amodio.
Florent Amodio (né le 12 mai 1990 à Sobral dans l'état du Ceará au Brésil) est un patineur artistique français et brésilien, quadruple champion de France élite (2010, 2013, 2014 et 2015), champion d'Europe 2011 et triple médaillé européen. Il met un terme à sa carrière le 16 janvier 2016.

## Biographie

### Carrière sportive

#### Enfance
Né au Brésil, Florent Amodio a été adopté par un couple français et a grandi à Frémainville dans le Val-d'Oise. Sa mère est institutrice et son père est informaticien. Le couple a également adopté une petite fille, Loreline, du même village que Florent. Celui-ci commence le patinage dès l'âge de quatre ans en compagnie de ses parents lors d’une séance publique. Remarqué par Bernard Glesser, l'entraîneur du club de Cergy Pontoise, Florent s'inscrit rapidement à ses cours à Cergy en 1994. « J'étais en train de donner un cours et je vois passer un petit bonhomme entre mes jambes. J'ai trouvé qu'il avait un sacré coup de patin. J'ai demandé à ses parents s'ils voulaient bien me le confier. Trois ou quatre mois après, il était déjà avec moi en stage. À partir de là, on a commencé notre histoire et ça fait quinze ans maintenant », raconte Bernard Glesser en décembre 2009 lors des championnats de France à Marseille.
Au début de sa carrière sportive, Florent Amodio commence ses premières compétitions et gagne le titre de champion de France minime en 2002 à Compiègne. Il va connaître au cours de sa formation des blessures graves au genou entre 2002 et 2004, dues à la maladie d'Osgood-Schlatter.

#### Saison 2005/2006
Florent participe pour la première fois aux épreuves du grand-prix junior à Canillo et Gdansk, mais n’obtient que des places d’honneur qui ne lui permettent pas d’être qualifié pour la finale.
Au niveau national, il participe pour la première fois aux championnats de France élites 2006 avec les « séniors », organisés à Orléans en décembre 2005. Pour cette première participation, il se classe 11e. Il patine ensuite aux championnats de France junior à Annecy (4e) et aux championnats de France novice à La Roche-sur-Yon qu'il remporte pour la seconde fois.

#### Saison 2006/2007
Florent commence sa saison par un podium aux masters de Clermont-Ferrand. Il enchaîne ensuite par deux épreuves du grand-prix ISU junior à Courchevel et Liberec mais ne parvient pas à se qualifier pour la finale.
Aux championnats de France élites de décembre à Orléans, il continue sa progression dans la hiérarchie nationale en se classant 7e, puis second des championnats de France junior à Caen en janvier. Le mois suivant, il va participer pour la première fois aux championnats du monde junior, à Oberstdorf, et se classe 15e.
Parallèlement, Florent obtient son baccalauréat en juin 2007 avec un an d'avance et s'inscrit à l'université pour suivre des études d'anglais. Au cours de l'année 2007 il retourne au Brésil, le pays où il est né, accompagné de ses parents. « J'ai vu où j'étais né. Voilà. J'ai vu et j'ai pu mettre une image sur mes pensées et ça s'arrête là et c'est mieux comme ça », dira Florent en décembre 2009.

#### Saison 2007/2008
Il participe aux épreuves du grand-prix junior de Lake Placid et Tallinn, mais comme la saison passée, pas de qualification pour la finale.
En décembre, il poursuit sa progression lors des championnats de France élites à Megève, en se classant au pied du podium. En janvier, il conquiert le titre de champion de France junior à Annecy, et en février il prend la 10e place des championnats du monde junior organisés à Sofia.

#### Saison 2008/2009

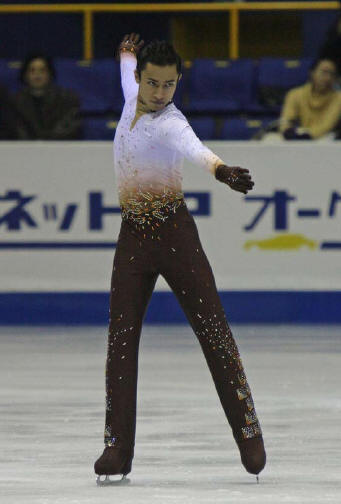
Florent Amodio lors de la finale du Grand Prix junior à Goyang en Corée du Sud en décembre 2008.

Florent participe à sa quatrième et dernière année chez les juniors. Il commence sa saison par les épreuves du grand-prix junior. 3e à Courchevel en août et 1er à Sheffield en octobre, il se qualifie et remporte la finale du grand prix junior qui a lieu deux mois plus tard à Goyang en Corée du Sud.
Dès la semaine suivante, il participe aux championnats de France 2009 à Colmar. Grâce notamment à l’absence du sextuple champion de France Brian Joubert qui est souffrant, il conquiert la deuxième marche du podium derrière Yannick Ponsero, mais devant Alban Préaubert. Depuis quatre ans qu’il participe à ces championnats nationaux, Florent n’a jamais cessé de progresser dans la hiérarchie des patineurs français.
En février 2009, aux championnats du monde junior organisés pour la deuxième année à Sofia, il termine quinzième, loin des pronostics. En mars, il remporte pour la seconde fois consécutive le titre de champion de France junior à Cergy. En avril, la fédération le sélectionne pour accompagner Brian Joubert aux mondiaux par équipe, une nouvelle compétition organisée par l'ISU. Florent se classe dixième chez les monsieurs. La France se classera finalement 4e derrière les États-Unis, le Canada et le Japon.

#### Saison 2009/2010
Florent change ses programmes. Il va patiner son programme court sur la BO de Munich de John Williams et sur une version orchestrale de John Williams de la chanson Papa can you hear me ?. Pour le programme long, Florent a choisi de patiner sur un montage  de plusieurs musiques: Amélie Poulain de Yann Tiersen, Nocturne No 20 de Frédéric Chopin (arrangé par Re:Mind Orchestra), Carrousel du Cirque du Soleil de Benoît Jutras et sur un remix hip hop d'Amélie Poulain de Smoku.

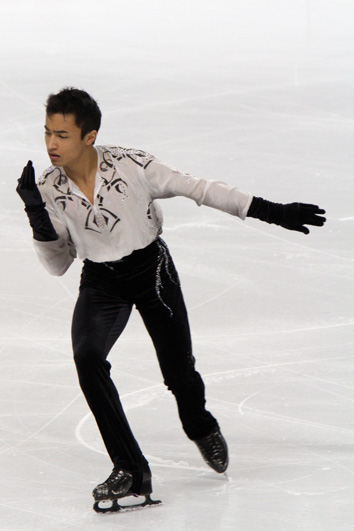
Florent Amodio aux championnats du monde 2010 à Turin

En septembre, pour commencer la saison olympique, il remporte les masters de patinage devant le Champion d'Europe en titre Brian Joubert. Inscrit en licence d'anglais à l'université, il décide d'abandonner ses études temporairement pour se consacrer entièrement au patinage. En octobre, il se rend pour la première fois à une épreuve du grand-prix sénior, la Coupe de Russie, mais gêné à cause d'un problème de patins, il se classe 9e du court et du libre sur onze participants, très loin du vainqueur Evgeni Plushenko qui revient pour préparer les Jeux olympiques. En novembre, il termine 4e de Skate America après une 2e place sur le programme court.
Le mois suivant à Marseille sont organisés les championnats de France, où comme la saison passée à Colmar, Brian Joubert est absent en raison d'une blessure au pied droit. Florent Amodio, qui est vice-champion de France 2009, peut espérer monter sur la plus haute marche du podium. Placé second du programme court avec 80,75 points, il résiste à la pression et patine un programme libre solide, malgré un quadruple Salchow retourné et un double boucle. Il devient champion de France élites 2010 avec un total de 237,69 points (soit sept points devant le champion national en titre Yannick Ponsero et 17 points sur le 3e Alban Préaubert).
Ce titre lui permet d'être sélectionné par la Fédération française des sports de glace pour représenter la France aux Jeux olympiques d'hiver de février 2010 à Vancouver. La Fédération Française ne le sélectionne pourtant pas pour les championnats d'Europe de janvier 2010 à Tallinn, qui est la dernière compétition de préparation pour les jeux. La fédération préfère y envoyer les patineurs arrivés deuxième et troisième du championnat national, en donnant comme argument que les patineurs français forment une seule et même équipe. Ainsi, Florent Amodio arrive en Colombie-Britannique sans avoir pu tester ses programmes aux championnats européens. Il réalise un programme court sans faute qui le met à la onzième place provisoire. Après un bon programme libre et un record personnel (sur une compétition internationale) de 210,30, il prend la douzième place. Florent Amodio va ensuite participer à ses premiers championnats du monde senior en mars 2010 à Turin et y termine quinzième.

#### Saison 2010/2011
Florent quitte Bernard Glesser, pour se faire entraîner par Nikolai Morozov à Moscou en Russie. Il conserve un co-entraîneur français quand il revient en France, en la personne d'Annick Dumont.
Il patine son programme court sur la BO de Il était une fois au Mexique... Desperado 2 de Robert Rodriguez et son programme long sur un nouveau montage de plusieurs musiques : Broken de Lisa Gerrard, Apologize de Timbaland, Imma be des Black Eyed Peas, Smooth Criminal (Michael Jackson) de David Garrett et Don't Stop 'Til You Get Enough de Michael Jackson. Il présente ses nouveaux programmes aux masters de patinage, début octobre 2010, et prend la seconde place derrière Brian Joubert. Trois semaines plus tard, il obtient sa première médaille du Grand Prix ISU lors du Trophée NHK à Nagoya en se classant 3e derrière le japonais Daisuke Takahashi, champion du monde en titre, et l'américain Jeremy Abbott. En novembre, il améliore cette performance en remportant la médaille d'argent du Trophée Éric Bompard derrière le japonais Takahiko Kozuka, et en battant son record personnel de plus de 15 points avec 229,38 pts. Il est qualifié pour la finale du Grand Prix ISU à Pékin mais ne prend que la 6e et dernière place pour sa première participation.
Une semaine plus tard, il perd son titre de champion de France qu'il laisse à Brian Joubert, et obtient une médaille d'argent qui va lui permettre de participer à ses premiers championnats d'Europe, en janvier 2011 à Berne. Dès le programme court il se place en tête de la compétition qu'il remporte deux jours plus tard, le 29 janvier 2011, devant l'autre français Brian Joubert et le tchèque Tomáš Verner. Il est un des rares patineurs à remporter les championnats européens dès sa première participation.
Deux mois plus tard, il doit participer aux championnats du monde 2011 prévus à Tokyo. Dix jours avant le début de ceux-ci, il est déjà présent au Japon avec Kim Lucine pour suivre un stage à Fukuoka sur l'île de Kyūshū, lorsque se produit le séisme du 11 mars 2011 de la côte Pacifique du Tōhoku. À la suite du report des championnats, il rentre en France dès le 14 mars. Il se rend un mois plus tard à Moscou, nouveau lieu d'organisation des mondiaux, où il progresse dans la hiérarchie mondiale en prenant la 7e place. Lors de son programme libre, il a volontairement introduit des paroles sur la musique  de Michael Jackson, alors que celles-ci sont interdites par le règlement. Il espère imposer une autre vision du patinage artistique qu’il juge un peu coincé.

#### Saison 2011/2012

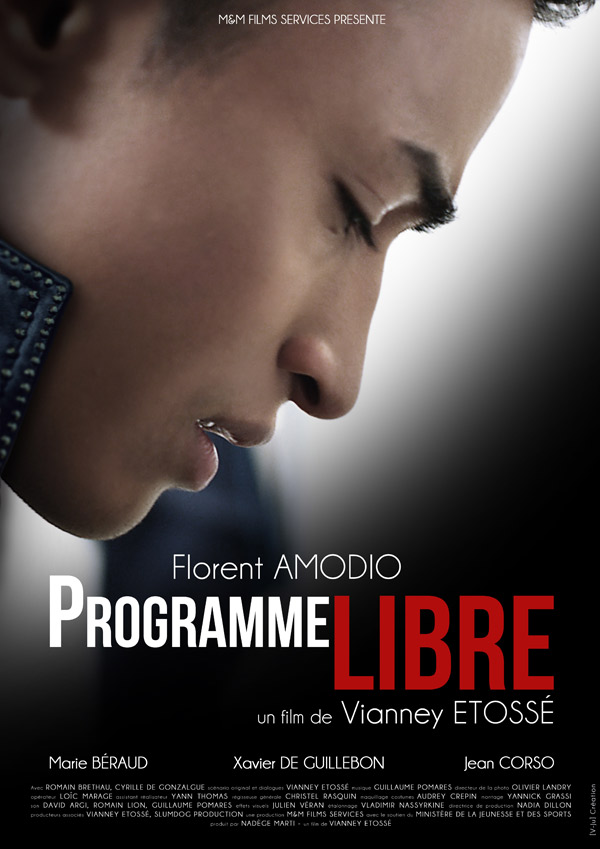
Affiche du film Programme Libre.

Florent Amodio patine son programme court sur King Arthur de Hans Zimmer et de la musique latine pour son programme long (la BO du film Rio de John Powell et Bésame mucho de Consuelo Velázquez). En octobre, après avoir remporté les masters de patinage, il rate ses deux programmes lors du Skate America. Toujours entraîné par Nikolai Morozov à Moscou, il décide après la compétition américaine de retrouver Bernard Glesser à Cergy comme coentraîneur lorsqu'il sera en France. En novembre, il se classe 5e du Trophée Bompard, ce qui constitue un meilleur résultat qu'au Skate America.
Aux championnats de France à Dammarie-lès-Lys, comme la saison précédente, il se contente de la médaille d'argent derrière Brian Joubert qui vient de conquérir son 8e titre national. Aux championnats d'Europe de janvier 2012 à Sheffield, il perd le titre conquis la saison précédente, mais reste sur le podium en prenant la 3e place. Deux mois plus tard aux championnats du monde de mars 2012 à Nice, il réussit bat tous ses records personnels et se classe 5e, ce qui représente son meilleur résultat mondial.
La même année, il joue dans le film Programme Libre avec Marie Béraud et réalisé par Vianney Etossé.

#### Saison 2012/2013

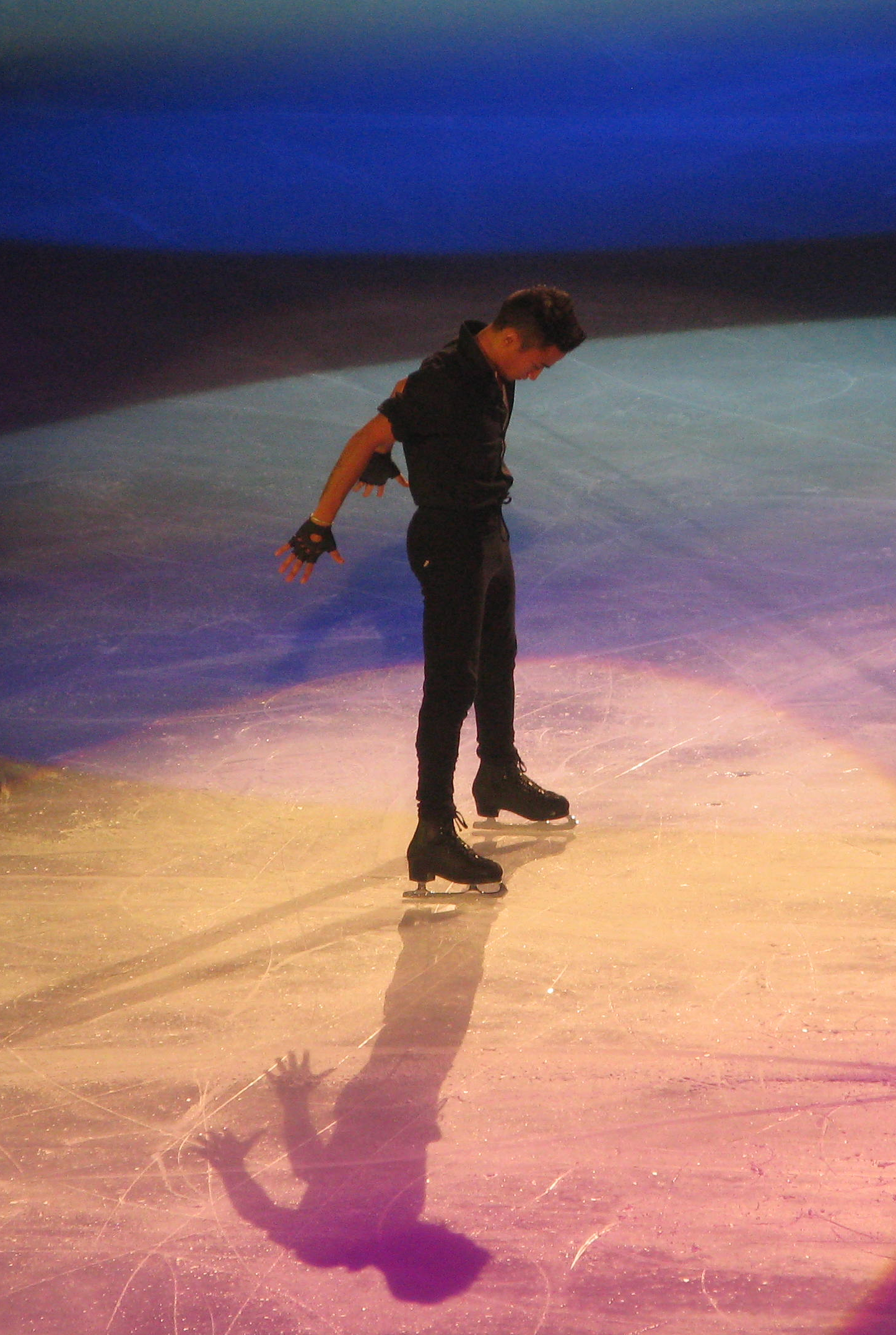
Florent Amodio au Bompard 2013.

Pour cette saison, son programme court est patiné sur Farrucas de Pepe Romerosur et son programme long sur plusieurs musiques de Sébastien Damiani (Jumpin' Jack, Broken Sorrow by Nuttin, et To Build a Home). En octobre et novembre, il patine successivement aux masters de patinage qu'il remporte, au Skate Canada (4e) et au Trophée Bompard (3e). Le mois suivant il redevient champion de France pour la deuxième fois lors des championnats de France à Strasbourg, en l'absence de son rival Brian Joubert.
Aux championnats d'Europe de janvier 2013 à Zagreb, il termine 2e derrière l'Espagnol Javier Fernández alors qu'il était en tête après le programme court. Par contre, lors des championnats du monde de mars 2013 à London, il ne peut obtenir que la 12e place à cause de plusieurs erreurs dans les deux programmes.

#### Saison 2013/2014
Pour cette saison, Florent est entrâiné par son compatriote Fabian Bourzat

#### Saison 2015/2016
Après sa 4e place aux championnats d'Europe de janvier 2016 à Bratislava, il met un terme à sa carrière sportive.

## Palmarès
| Compétition                        | 2006    | 2007    | 2008    | 2009    | 2010    | 2011    | 2012    | 2013    | 2014    | 2015    | 2016    |  |  |  |
| Jeux olympiques d'hiver            |         |         |         |         | 12e     |         |         |         | 18e     |         |         |  |  |  |
| Championnats du monde              |         |         |         |         | 15e     | 7e      | 5e      | 12e     | F       | 9e      |         |  |  |  |
| Championnats d’Europe              |         |         |         |         |         | 1er     | 3e      | 2e      | 13e     | 9e      | 4e      |  |  |  |
| Championnats de France             | 11e     | 7e      | 4e      | 2e      | 1er     | 2e      | 2e      | 1er     | 1er     | 1er     | 2e      |  |  |  |
| Championnats du monde juniors      |         | 15e     | 10e     | 15e     |         |         |         |         |         |         |         |  |  |  |
|                                    |         |         |         |         |         |         |         |         |         |         |         |  |  |  |
| Grand Prix ISU                     | 2005/06 | 2006/07 | 2007/08 | 2008/09 | 2009/10 | 2010/11 | 2011/12 | 2012/13 | 2013/14 | 2014/15 | 2015/16 |  |  |  |
| Finale du Grand Prix               |         |         |         |         |         | 6e      |         |         |         |         |         |  |  |  |
| Skate America                      |         |         |         |         | 4e      |         | 9e      |         |         |         | 11e     |  |  |  |
| Skate Canada                       |         |         |         |         |         |         |         | 4e      |         | 6e      |         |  |  |  |
| Coupe de Chine                     |         |         |         |         |         |         |         |         | 6e      |         |         |  |  |  |
| Trophée de France                  |         |         |         |         |         | 2e      | 5e      | 3e      | 7e      | 11e     | F       |  |  |  |
| Coupe de Russie                    |         |         |         |         | 9e      |         |         |         |         |         |         |  |  |  |
| Trophée NHK                        |         |         |         |         |         | 3e      |         |         |         |         |         |  |  |  |
| Légende : F= Forfait ; A = Abandon |         |         |         |         |         |         |         |         |         |         |         |  |  |  |

## Galerie d'images

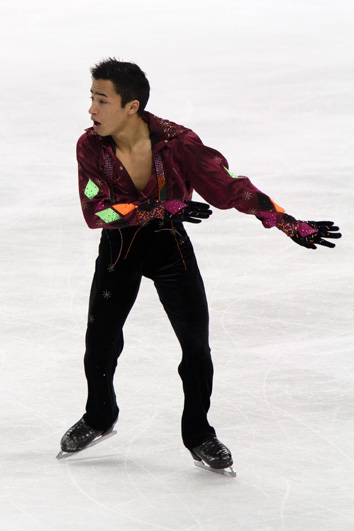
Aux championnats du monde 2010 à Vancouver
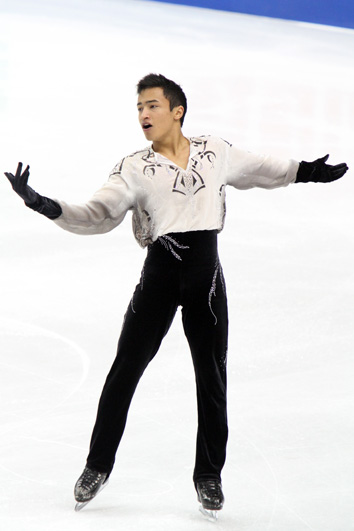
Aux championnats du monde 2010 à Vancouver
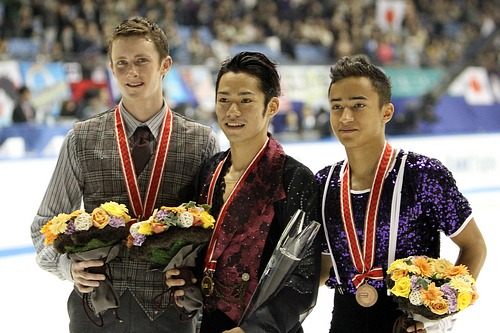
Podium du Trophée NHK 2010 avec Jeremy Abbott et Daisuke Takahashi
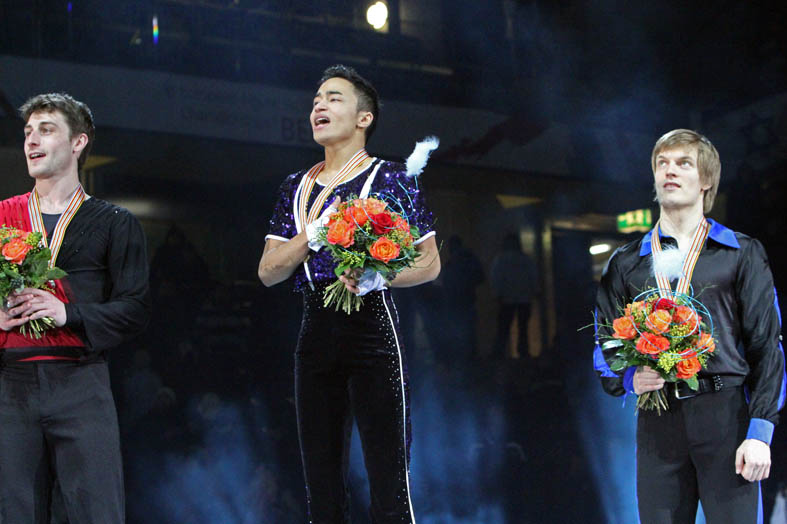
Podium des championnats d'Europe 2011 avec Brian Joubert et Tomáš Verner